# 클루비 두 헤무
클루비 두 헤무(포르투갈어: Clube do Remo), 또는 헤무(포르투갈어: Remo)는 브라질의 축구단으로 파라 주의 벨렝을 연고로 한다. 현재 전국 리그인 캄페오나투 브라질레이루 세리에 B와 지역 리그인 캄페오나투 파라엔시에 참가하고 있다.

## 우승
- 캄페오나투 브라질레이루 세리에 C: 1
  - 2005

- 캄페오나투 파라엔시: 44
  - 1913, 1914, 1915, 1916, 1917, 1918, 1919, 1924, 1925, 1926, 1930, 1933, 1936, 1940, 1949, 1950, 1952, 1953, 1954, 1960, 1964, 1968, 1973, 1974, 1975, 1977, 1978, 1979, 1986, 1989, 1990, 1991, 1993, 1994, 1995, 1996, 1997, 1999, 2003, 2004, 2007, 2008, 2014, 2015

- 타사 노르치: 3
  - 1968, 1969, 1971

## 선수 명단

### 현역
참고: FIFA 자격 규정에 따라 소속된 국가대표팀 국기를 표시합니다. 선수는 복수의 FIFA 비회원국 국적을 가지고 있을 수 있습니다.
| 번호 | 포지션 | 국적 | 이름          |
| ---- | ------ | ---- | ------------- |
| 11   | FW     |      | 페드로 비토르 |

| 번호 | 포지션 | 국적 | 이름 |
| ---- | ------ | ---- | ---- |

## 역대 감독
| 감독            | 임기        |
| --------------- | ----------- |
| 파울루 아마라우 | 1976 ~ 1977 |
| 세르지뉴 슐라파 | 1999        |
| 치타            | 2005        |